# Csarnóta
Csarnóta là một thị trấn thuộc hạt Baranya, Hungary. Thị trấn này có diện tích 5,33 km², dân số năm 2010 là 138 người, mật độ 26 người/km².